# Lavocatavis
Lavocatavis ist eine ausgestorbene Gattung der Vögel aus der näheren Verwandtschaft der Phorusrhacidae („Terrorvögel“). In Algerien wurde 2011 ein fossilisierter femur aus dem Eozän in der Glib-Zegdou-Formation gefunden und ist bis heute das einzige Fossil von Lavocatavis. Die Art wurde als Lavocatavis africana beschrieben.

## Entdeckung

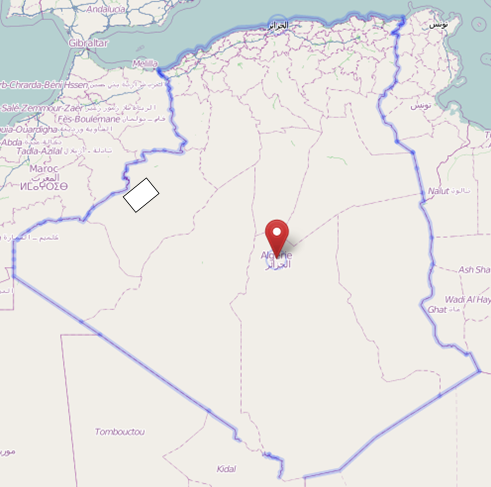
Das Grabungsgebiet

Der Holotypus von Lavocatavis, UM HGL 51-55, besteht aus einem fast kompletten rechten Oberschenkelknochen. Er ist im Mittelstück gut erhalten, aber an den Enden beschädigt. Das Fossil stammt aus der Schicht HGL 51 der Glib-Zegdou-Formation. Die Genusbezeichnung „Lavocats Vogel“ wurde zu Ehren von René Lavocat, dem Erstbeschreiber der geologischen Schicht vergeben.
Das Fossil hat einen Umfang von 79 mm in der Mitte und ist 220 mm lang. Der Knochen ist unregelmäßig-zylindrisch und hat Durchmesser von 26 mm in der größten Breite und 22,3 mm in der schmalsten Stelle. Aufgrund dieser Daten kann man Rückschlüsse auf die Größe der Art schließen und schätzt das Gewicht der Art, je nach Methode, zwischen 32 und 45–50 kg.
Wie bei den Terrorvögeln war der Oberschenkel sehr gerade. Es weist in keiner Richtung eine starke Krümmung auf und beugt sich am unteren Ende nur leicht nach vorne. Die Fossa poplitea und die Crista supracondylaris medialis sind hoch entwickelt. Der Condylus lateralis steht nach hinten und unten vor. Darüber hinaus hat der Oberschenkel eine abgeflachte vordere facies articularis antitrochanterica. Es gibt auch keinen ausgebildeten Trochanter femoris. Der Caput femoris ist schwach angedeutet, aber der Teil des Knochens ist schlecht erhalten. Die Klassifikation bleibt jedoch vorläufig.
Lavocatavis gehört wie die Phorusrhacidae zu den Cariamiformes, ist aber ansonsten nicht mit ihnen verwandt. Gemeinsame Vorfahren müssten vor dem endgültigen Zerfall Afrikas und Südamerikas gelebt haben.

## Paleobiogeographie
Die Autoren der Erstbeschreibung schlagen vor, die Art in die Überfamilie Phororhacoidea zu stellen. Diese Überfamilie war bis dahin hauptsächlich aus Südamerika bekannt, mit einer Gattung in Nordamerika, Titanis, sowie einigen kontroversen Funden aus der Antarktis. Die frühesten Funde sind nur ca. 70 Millionen Jahre alt, was bedeutet, dass die Familie nach dem Zerfall Afrikas und Südamerikas (vor etwa 100 Millionen Jahren) entstanden ist.
Die Autoren schlagen daher zwei Hypothesen für das Auftreten dieser Gattung in Afrika vor. Beide vermuten, dass die Vögel ursprünglich aus Südamerika stammten und sich später nach Afrika ausbreiteten. Dies war möglich, weil die Kontinente nicht so weit voneinander entfernt waren wie heute (ca. 1000 km). Obwohl (umstrittene) Funde von Fossilien aus der Antarktis vorliegen, wurde die Möglichkeit ausgeschlossen, dass die Art von dort aus nach Afrika gelangte, da die beiden Kontinente bereits viel weiter voneinander entfernt waren (2600 km). Eine Einwanderung über Land ist dennoch ausgeschlossen. Möglicherweise verbreiteten sich die Tiere mittels Treibholz oder durch Inselhüpfen. Strömungen im alten Südatlantik im frühen Paleozän flossen nach Westen, was es unwahrscheinlich macht, dass die Phororhacoiden auf schwimmenden Inseln nach Afrika kamen. Möglicherweise wanderten die Vorfahren von Lavocatavis über größere Inseln entlang der untergegangenen Rio Grande Rise und des Walfischrückens (Walvis Ridge). Eventuell waren die Vorfahren auch teilweise flugfähig. Wenn dies zutreffen sollte, hätten sich die flugunfähigen Lavocatavis durch konvergente Evolution entwickelt.